# Максимов Микола Володимирович
Микола Володимирович Максимов (нар. 25 грудня 1939, Севастополь — пом. 2008) — український підприємець, депутат Мукачівської міської ради. Заслужений працівник сфери послуг України (1999).

## Біографія
Народився в м. Севастополі у сім'ї робітника. Служив у Радянській армії. Після демобілізації в 1966 році працював на Виноградівському консервному заводі бригадиром основного виробництва, потім — заступником начальника постачання і збуту товарів заводу.
Навчався в Свалявському політехнікумі, який закінчив у 1972 році, одержав диплом техніка-технолога виробничої промисловості. Після закінчення політехнікуму заочно навчався на факультеті економіки і планування Ужгородського державного університету, який закінчив 1979 року.
Трудову діяльність продовжив у 1974 році, працюючи директором магазину системи «Укрторгбудматеріали». З 1980 по 1982 він — директор мукачівського ринку, а з 1982 по 1985 — директор мукачівської Укрторгбази будматеріалів.
З 1985 року Микола Володимирович працював три роки на Мукачівському верстатобудівному заводі ім. С. Кірова помічником директора та головою профкому.
З 1988 році очолював колектив магазину № 15 Мукачівського міськторгу, який у 1992 році реформований у магазин «1000 дрібниць».
Обирався депутатом Мукачівської міської ради.
Помер у 2008 році.

## Відзнаки
За багаторічну сумлінну працю в системі послуг населення в серпні 1999 року Указом Президента України Миколі Володимировичу присвоєно звання Заслуженого працівника сфери послуг України, а в грудні того ж року — звання почесного громадянина міста Мукачева.
Нагороджений також медаллю до 2000-річчя Різдва Христового.

## Джерело
- Пагиря В. В., Федів Є. Т. Творці історії Мукачева. — Ужгород : ТДВ «Патент», 2011. — 120 с., іл. ISBN 978-617-589-012-7